# 扎帕駝雀鯛
扎帕駝雀鯛，為輻鰭魚綱鱸形目鱸亞目擬雀鯛科的一種，分布於西太平洋琉球群島、台灣、菲律賓及印度尼西亞海域，深度5-35公尺，為熱帶海水魚，體長可達5.1公分，棲息在珊瑚礁礁坡水域，生活習性不明，可做為觀賞魚。